# Jan Gijselingh (de oude)

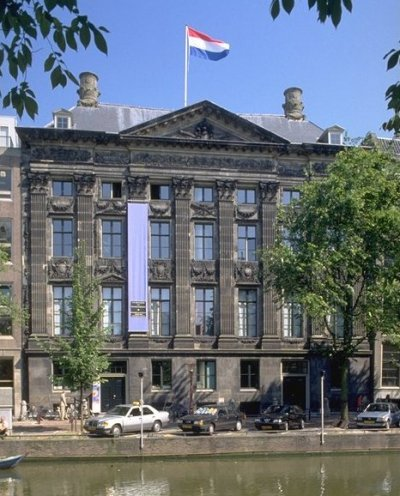
Het Trippenhuis met beeldhouwwerk van Jan Gijselingh (de oude)

Jan Gijselingh (de oude) (Brugge, 1629 - 1667) was een in Vlaanderen geboren Nederlandse beeldhouwer.
De Vlaamse beeldhouwer Jan Gijselingh (de oude) vestigde zich in de Noordelijke Nederlanden en maakte onder andere het beeldhouwwerk in het fronton van het Trippenhuis te Amsterdam.